# Nobelvägen, Malmö

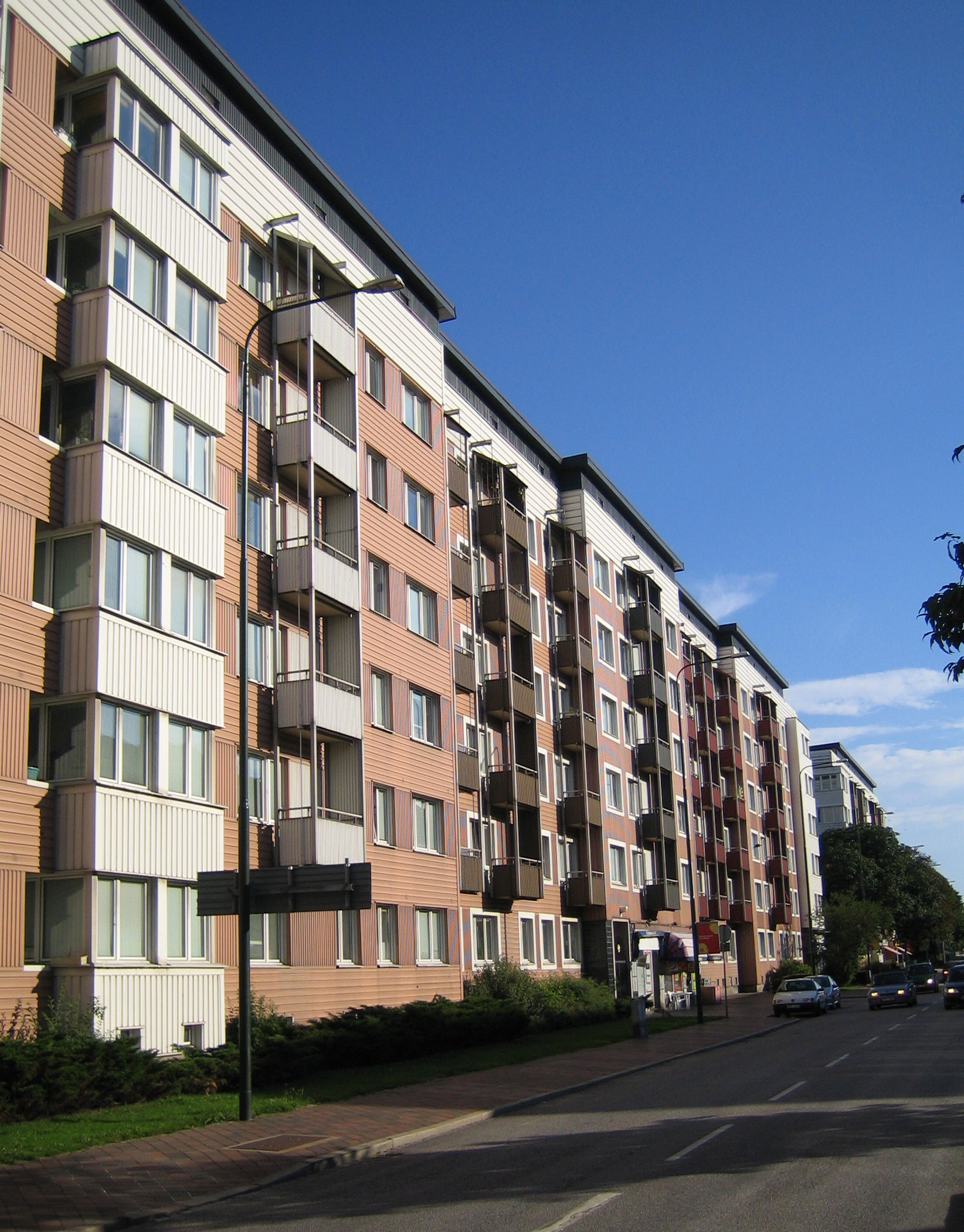
Nobelvägen vid Ellstorp

Nobelvägen (uttal /nɔˈbɛlːˌvɛːɡɛn/ eller äldre /ˈnoːbɛlˌvɛːgɛn/) är en större gata i Malmö. Den är en viktig nord-sydlig förbindelseled mellan Hornsgatan/Södra Bulltoftavägen i norr och Trelleborgsvägen i söder. Gatan var en viktig genomfartsled och skyltad som E6 fram tills Inre ringvägen invigdes 1974.
Gatunamnet Nobelvägen har funnits sedan år 1904 och avsåg då stadsdelen Möllevångens östgräns från Sofielundsvägen i söder och en plats ungefär i höjd med nuvarande Ronnebygatan i norr. År 1911 blev den tidigare Banaholmsvägen, som tidigare utgjort Sofielunds municipalsamhälles västgräns en del av Nobelvägen. Nobelvägen förlängdes därefter etappvis och kom att sträcka sig från Dalaplan i söder via Nobeltorget till Östervärn i norr. Nobelvägen hade ursprungligen dubbla trädrader i mitten och en cykelbana mellan dessa. Dessa träd och cykelbanan försvann cirka år 1958 för att ge plats åt den ökande biltrafiken.
Gatunamnet antogs 1904 på förslag av stadsingenjör Anders Nilsson, som också var den som hade utformat stadsplanen för Möllevången föregående år. I likhet med namn som Carl Gustavs väg och Fersens väg kan namnet ses som ett utslag för tidens nationella stämningar. (Alfred Nobel hade avlidit några år tidigare, och det första Nobelpriset delades ut 1901.)
Vid det officiella fastställandet av gatunamnet år 1904 angavs inte något motiv för detta namn. Det har under många år påståtts att gatan skulle vara uppkallad efter en person vid namn Nobel, som skulle varit bosatt vid gatan och sagts ha varit soldat eller skomakare. Till stöd för detta har anförts att det sedan början av 1900-talet varit vanligt bland malmöborna att uttala namnet som /ˈnoːbɛlˌvɛːgɛn/. Det har emellertid inte gått att finna något belägg för att någon person med detta namn skulle ha varit bosatt där och allt tyder därför på att gatan är uppkallad efter Alfred Nobel.